# Fatih Ceylan
Fatih Ceylan (* 25. November 1980 in Düzce) ist ein deutsch-türkischer Fußballspieler.

## Karriere
Ceylan, der in Baden-Württemberg aufwuchs, begann seine Karriere in der Türkei bei Sakaryaspor. Er wechselte nach seinem ersten Jahr in Sakarya nach Österreich zu BSV Bad Bleiberg. Dort konnte er sich ebenfalls nicht durchsetzen und kehrte zurück zu Sakaryaspor. Sein zweiter Anlauf war erfolgreicher. In der Saison 2003/04 gelang es ihm mit seiner Mannschaft in die Turkcell Süper Lig aufzusteigen. Ceylan war zwei Jahre lang Stammspieler im Mittelfeld. Zur Saison 2005/06 verpflichtete ihn Kayserispor. 
Bei Kayserispor war er in den ersten beiden Jahren Stammspieler, danach verlor er seinen Stammplatz und kam über die Rolle des Ergänzungsspielers nicht hinaus. Während der Winterpause der Saison 2008/09 wechselte Fatih Ceylan zu Antalyaspor.
Zur Spielzeit 2011/12 wechselte er zum Zweitligisten Denizlispor. Hier spielte er bis zur Winterpause und löste anschließend seinen Vertrag nach gegenseitigem Einvernehmen mit dem Verein auf. Danach kehrte er nach Deutschland zurück und schloss sich mit Beginn der Saison 2012/13 dem türkischen Verein Türkgücü Eibensbach in der Kreisliga A an. Ab Januar 2013 spielt er für den TSV Grunbach in der Oberliga Baden-Württemberg. Von dort wechselte er 2014 zum Verbandsligisten 1. CfR Pforzheim, mit dem er 2015 in die Oberliga Baden-Württemberg aufstieg und wo er – unterbrochen von einer Saison beim SV Schluchtern – bis Ende 2021 verblieb. Ab 2018 war er bei Pforzheim Co-Trainer, von 2019 bis Ende 2021 war er Spielertrainer des Klubs. Anfang Mai 2022 übernahm Ceylan das Traineramt beim Landesligisten Türkspor Neckarsulm und trat bisweilen auch fußballerisch in Erscheinung. 2023 stieg er als Landesligameister mit dem Team das erste Mal in der Vereinsgeschichte in die Verbandsliga Württemberg auf, nach einem durchwachsenen Start in die Saison wurde er nach dem achten Spieltag von seiner Funktion entbunden.
Im Dezember 2023 wurde er als neuer Cheftrainer des B-Ligisten Türkgücü Eibensbach vorgestellt.